# گمینا شوینتاینو (شهرستان اولتسکو)
گمینا شوینتاینو (شهرستان اولتسکو) (به لهستانی:  Gmina Świętajno) یک گمینا در لهستان است که در شهرستان اولتسکو واقع شده‌است. گمینا شوینتاینو ۲۱۴٫۹۱ کیلومتر مربع مساحت و ۴٬۰۱۱ نفر جمعیت دارد.